# Neurigona lineata
Neurigona lineata är en tvåvingeart som först beskrevs av Oldenberg 1904.  Neurigona lineata ingår i släktet Neurigona och familjen styltflugor. Inga underarter finns listade i Catalogue of Life.